# Else Ebel
Else Ebel-Váry (* 1937 in Rostock) ist eine deutsche Skandinavistin.

## Leben
Nach dem Abitur 1958 in Göttingen studierte sie von 1958 bis 1963 Nordistik, Germanistik und Anglistik an den Universitäten Kiel, Uppsala und Göttingen. Nach der Promotion 1963 zum Dr. phil. an der Universität Göttingen bei Wolfgang Krause war sie ab 1967 beamtete Lektorin für Ältere Skandinavistik und ältere germanische Sprachen am Germanistischen Institut der Ruhr-Universität Bochum. Nach der Habilitation 1992 für das Fach Nordische Philologie an der Ruhr-Universität Bochum war sie dort von 1999 bis 2005 Professorin (C3) für Skandinavistik.